# 1983-as Tour de France
Az 1983-as Tour de France volt a 70. Tour de France, amit 1983. július 1-je és július 24-e között rendeztek meg. Összesen 22 szakasz volt 3809 km-en keresztül. A versenyt Laurent Fignon nyerte meg, Seán Kelly a zöld trikót és Lucien Van Impe pedig a pöttyös trikót.

## Végeredmény
|    | Versenyző            | Csapat                 | Idő             |
| -- | -------------------- | ---------------------- | --------------- |
| 1  | Laurent Fignon       | Renault-Elf-Gitane     | 105 óra 07' 52" |
| 2  | Angel Arroyo         | Reynolds               | 4' 04"          |
| 3  | Peter Winnen         | TI-Raleigh             | 4' 09"          |
| 4  | Lucien Van Impe      | Metauro Mobili         | 4' 16"          |
| 5  | Robert Alban         | La Redoute-Motobecane  | 7' 53"          |
| 6  | Jean-René Bernaudeau | Wolber-Spidel          | 8' 59"          |
| 7  | Seán Kelly           | Sem-France Loire       | 12' 09"         |
| 8  | Marc Madiot          | Renault-Elf-Gitane     | 14' 55"         |
| 9  | Phil Anderson        | Peugeot-Shell-Michelin | 16' 56"         |
| 10 | Henk Lubberding      | TI-Raleigh             | 18' 55"         |

## Szakasz eredmények
| Szakasz | Útvonal                                 | Táv (km) | Győztes             | Sárga trikós        |
| ------- | --------------------------------------- | -------- | ------------------- | ------------------- |
| P       | Fontenay-sous-Bois - Fontenay-sous-Bois | 6*       | Eric Vanderaerden   | Eric Vanderaerden   |
| 1       | Nogent-sur-Marne - Créteil              | 163      | Frits Pirard        | Eric Vanderaerden   |
| 2       | Soissons - Fontaine-au-Pire             | 100**    | Coóp-Mercier        | Jean-Louis Gauthier |
| 3       | Valenciennes - Roubaix                  | 152      | Rudy Matthijs       | Kim Andersen        |
| 4       | Roubaix - Le Havre                      | 300      | Serge Demierre      | Kim Andersen        |
| 5       | Le Havre - Le Mans                      | 257      | Dominique Gaigne    | Kim Andersen        |
| 6       | Châteaubriant - Nantes                  | 59*      | Bert Oosterbosch    | Kim Andersen        |
| 7       | Nantes - Ile d'Oléron                   | 216      | Riccardo Magrini    | Kim Andersen        |
| 8       | La Rochelle - Bordeaux                  | 222      | Bert Oosterbosch    | Kim Andersen        |
| 9       | Bordeaux - Pau                          | 207      | Philippe Chevallier | Seán Kelly          |
| 10      | Pau - Bagnères-de-Luchon                | 201      | Robert Millar       | Pascal Simon        |
| 11      | Bagnères-de-Luchon - Fleurance          | 177      | Régis Clère         | Pascal Simon        |
| 12      | Fleurance - Roquefort-sur-Soulzon       | 261      | Kim Andersen        | Pascal Simon        |
| 13      | Roquefort-sur-Soulzon - Aurillac        | 210      | Henk Lubberding     | Pascal Simon        |
| 14      | Aurillac - Issoire                      | 149      | Pierre Le Bigault   | Pascal Simon        |
| 15      | Clermont-Ferrand - Puy-de-Dôme          | 16*      | Ángel Arroyo        | Pascal Simon        |
| 16      | Issoire - Saint-Etienne                 | 144      | Michel Laurent      | Pascal Simon        |
| 17      | La Tour-du-Pin - Alpe d’Huez            | 223      | Peter Winnen        | Laurent Fignon      |
| 18      | Le Bourg-d'Oisans - Morzine             | 247      | Jacques Michaud     | Laurent Fignon      |
| 19      | Morzine - Avoriaz                       | 15*      | Lucien van Impe     | Laurent Fignon      |
| 20      | Morzine - Dijon                         | 291      | Philippe Leleu      | Laurent Fignon      |
| 21      | Dijon - Dijon                           | 50*      | Laurent Fignon      | Laurent Fignon      |
| 22      | Alfortville - Párizs                    | 195      | Gilbert Glaus       | Laurent Fignon      |

A * jelölt szakaszok egyéni időfutamok voltak.

A ** jelölt szakaszok csapatidőfutamok voltak.